# Tempelriddernes skat
Tempelriddernes skat (conocida como El tesoro perdido de los caballeros Templarios en Argentina y como El tesoro de los caballeros templarios: El arca en España) es una película danesa de aventuras de 2006 dirigida por Kasper Barfoed.

## Sinopsis
Katrine, de 12 años, pasa los veranos junto a su padre en Bornholm. Lo lleva haciendo desde siempre y tiene grandes amigos en la isla, como el cura Johannes, el chico de ciudad, también de 12 años, Mathias y otros dos niños que viven allí, Nis y su hermana Fie. Pero este año todo va a ser muy distinto. Nis ha encontrado un libro que asegura que las iglesias que rodean Bornholm fueron construidas por los Caballeros Templarios en el año 1100. Y que juntas, con sus diferentes figuras geométricas interpretadas correctamente, conforman el mapa de un tesoro. El fabuloso tesoro de los Caballeros Templarios que desapareció en 1307.

## Reparto
- Julie Grundtvig Wester como Katrine.[3]
- Christian Heldbo Wienberg como Nis.[3]
- Nicklas Svale Andersen como Mathias.[3]
- Frederikke Thomassen como Fie.[3]
- Peter Gantzler como Christian.[3]
- Ulf Pilgaard como Johannes.[3]
- Kurt Ravn como Erik Isaksen.[3]
- Birgitte Simonsen como Anette.[3]